# Propagació per camins múltiples
En la comunicació de ràdio, multipath és el fenomen de propagació que provoca que els senyals de ràdio arribin a l'antena receptora per dos o més camins. Les causes dels camins múltiples inclouen els conductes atmosfèrics, la reflexió i refracció ionosfèrica i la reflexió dels cossos d'aigua i objectes terrestres com ara muntanyes i edificis. Quan es rep el mateix senyal en més d'un camí, pot crear interferències i canvis de fase del senyal. La interferència destructiva provoca l'esvaïment; això pot fer que un senyal de ràdio es torni massa feble en determinades zones per ser rebut adequadament. Per aquest motiu, aquest efecte també es coneix com a interferència de camins múltiples o distorsió de camins múltiples.

Les ones coherents que viatgen per dos camins diferents arribaran amb un canvi de fase, interferint-se entre si.

Quan les magnituds dels senyals que arriben pels diferents camins tenen una distribució coneguda com a distribució de Rayleigh, això es coneix com a esvaïment de Rayleigh. Quan un component (sovint, però no necessàriament, un component de línia de visió ) domina, una distribució de Rician proporciona un model més precís, i això es coneix com a esvaïment de Rice. Quan dominen dos components, el comportament es modela millor amb la distribució de dues ones amb potència difusa (TWDP). Totes aquestes descripcions s'utilitzen i s'accepten habitualment i donen resultats. Tanmateix, són genèrics i abstractes/amaguen/aproximen la física subjacent.

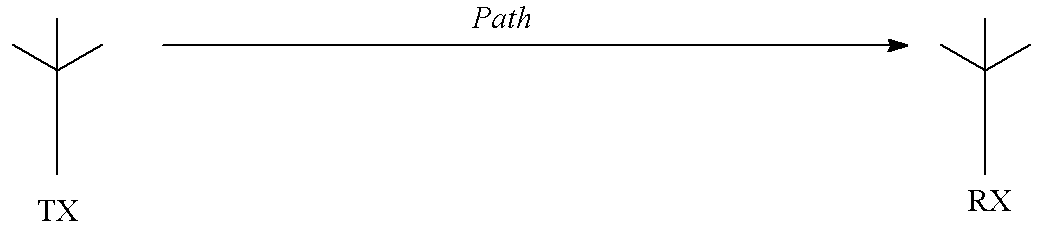
Un diagrama de la situació ideal per als senyals de televisió que es mouen per l'espai: el senyal surt del transmissor (TX) i viatja per un camí fins al receptor (el televisor, que s'anomena RX)

## Interferència
La interferència multicamí és un fenomen de la física de les ones pel qual una ona d'una font viatja a un detector a través de dos o més camins i els dos (o més) components de l'ona interfereixen de manera constructiva o destructiva. La interferència de camins múltiples és una causa comuna de "fantasmes" a les emissions de televisió analògica i d'esvaïment de les ones de ràdio.
La condició necessària és que els components de l'ona es mantinguin coherents durant tot el seu recorregut.
La interferència es produirà a causa del fet que els dos (o més) components de l'ona han recorregut, en general, una longitud diferent (mesurada per la longitud del camí òptic: longitud geomètrica i refracció (velocitat òptica diferent)), i així arribar al detector. fora de fase entre si.

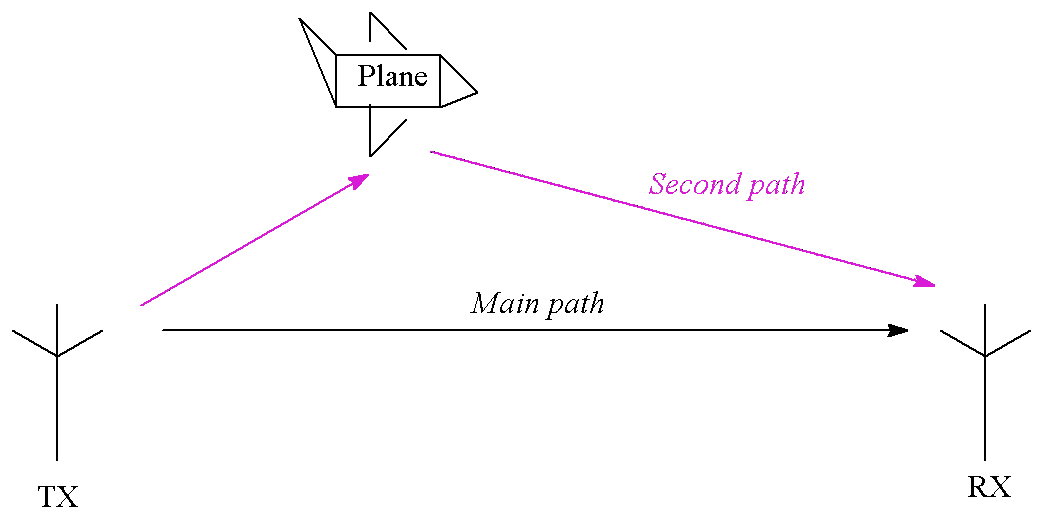
En aquesta il·lustració, un objecte (en aquest cas una aeronau) contamina el sistema afegint un segon camí. El senyal arriba al receptor (RX) per dos camins diferents que tenen longituds diferents. El camí principal és el camí directe, mentre que el segon es deu a una reflexió des del pla.

El senyal degut a camins indirectes interfereix amb el senyal requerit tant en amplitud com en fase, que s'anomena esvaïment de camins múltiples.

## Exemples
En el facsímil analògic i la transmissió de televisió, els camins múltiples produeixen fluctuacions i fantasmes, vistes com una imatge duplicada esvaïda a la dreta de la imatge principal. Els fantasmes es produeixen quan les transmissions reboten en una muntanya o un altre objecte gran, alhora que arriben a l'antena per una ruta més curta i directa, amb el receptor captant dos senyals separats per un retard.

Els ecos de múltiples camins del radar d'un objectiu real fan que apareguin fantasmes.

En el processament del radar, el multipath fa que apareguin objectius fantasma, enganyant el receptor del radar. Aquests fantasmes són especialment molestos, ja que es mouen i es comporten com els objectius normals (dels quals es fan ressò), de manera que el receptor té dificultats per aïllar l'eco de l'objectiu correcte. Aquests problemes es poden minimitzar incorporant un mapa terrestre de l'entorn del radar i eliminant tots els ecos que semblen originar-se sota terra o per sobre d'una determinada alçada (altitud).
En les comunicacions de ràdio digitals (com ara GSM) els camins múltiples poden provocar errors i afectar la qualitat de les comunicacions. Els errors es deuen a la interferència intersímbol (ISI). Sovint s'utilitzen equalitzadors per corregir l'ISI. Alternativament, es poden utilitzar tècniques com la modulació de divisió de freqüència ortogonal i els receptors de rastreig.

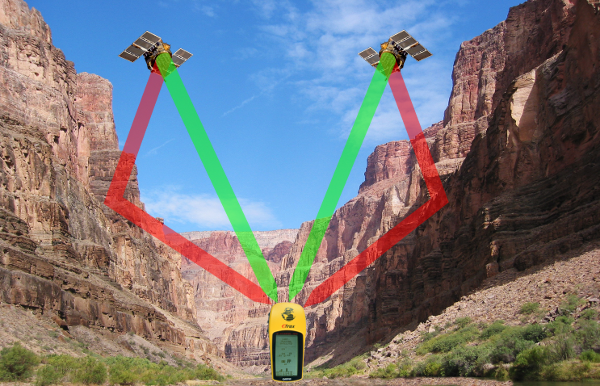
Error de GPS a causa de múltiples camins

En un receptor del sistema de posicionament global, els efectes de múltiples camins poden fer que la sortida d'un receptor estacionari indiqui com si estigués saltant o arrossegant-se aleatòriament. Quan la unitat es mou, el salt o l'arrossegament poden estar amagats, però encara degrada la precisió de la ubicació i la velocitat que es mostra.

## Modelització matemàtica

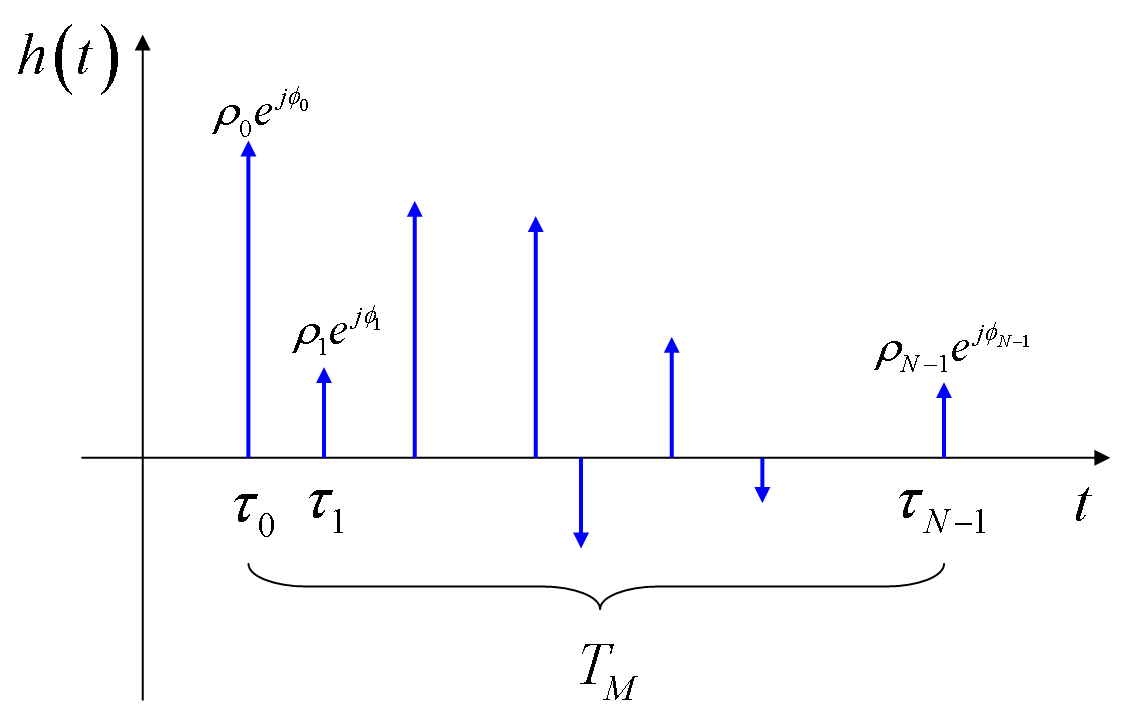
Model matemàtic de la resposta a impulsos múltiples.

El model matemàtic del multicamí es pot presentar mitjançant el mètode de la resposta a l'impuls utilitzat per estudiar sistemes lineals.
Suposem que voleu transmetre un sol pols de Dirac ideal de potència electromagnètica en el temps 0, és a dir
{\displaystyle x(t)=\delta (t)}
Al receptor, a causa de la presència de les múltiples vies electromagnètiques, es rebrà més d'un pols, i cadascun d'ells arribarà en diferents moments. De fet, com que els senyals electromagnètics viatgen a la velocitat de la llum, i com que cada trajecte té una longitud geomètrica possiblement diferent de la dels altres, hi ha diferents temps de viatge aeri (considereu que, a l'espai lliure, la llum triga 3 μs per creuar un 1 km span). Així, el senyal rebut s'expressarà per
{\displaystyle y(t)=h(t)=\sum _{n=0}^{N-1}{\rho _{n}e^{j\phi _{n}}\delta (t-\tau _{n})}}
on {\displaystyle N} és el nombre d'impulsos rebuts (equivalent al nombre de camins electromagnètics, i possiblement molt gran), {\displaystyle \tau _{n}} és el retard temporal del genèric {\displaystyle n^{th}} impuls, i {\displaystyle \rho _{n}e^{j\phi _{n}}} representen l'amplitud complexa (és a dir, magnitud i fase) del pols genèric rebut. Com a conseqüència, {\displaystyle y(t)} també representa la funció de resposta a l'impuls {\displaystyle h(t)} del model multicamí equivalent.
De manera més general, en presència de variació temporal de les condicions de reflexió geomètrica, aquesta resposta d'impuls és variable en el temps, i com a tal tenim
{\displaystyle \tau _{n}=\tau _{n}(t)}
{\displaystyle \rho _{n}=\rho _{n}(t)}
{\displaystyle \phi _{n}=\phi _{n}(t)}
Molt sovint, només s'utilitza un paràmetre per indicar la gravetat de les condicions de múltiples camins: s'anomena temps de múltiples camins, {\displaystyle T_{M}}, i es defineix com el retard de temps existent entre el primer i l'últim impuls rebut
{\displaystyle T_{M}=\tau _{N-1}-\tau _{0}}

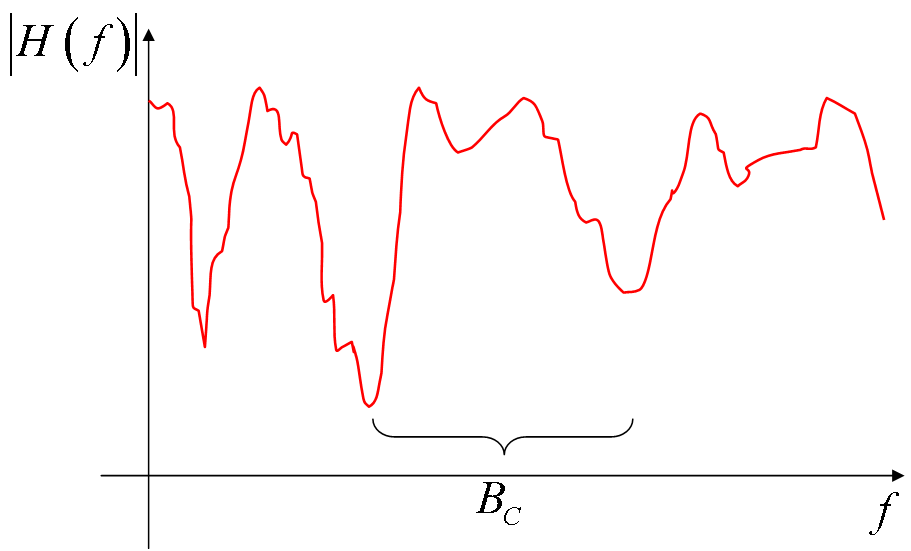
Model matemàtic de la funció de transferència de canals múltiples.

En condicions pràctiques i mesura, el temps multicamí es calcula considerant com a darrer impuls el primer que permet rebre una quantitat determinada de la potència total transmesa (escalada per les pèrdues atmosfèriques i de propagació), per exemple, el 99%.
Mantenint el nostre objectiu en sistemes lineals i invariants en el temps, també podem caracteritzar el fenomen de múltiples camins mitjançant la funció de transferència de canals. {\displaystyle H(f)}, que es defineix com la transformada de Fourier de temps continu de la resposta impulsiva {\displaystyle h(t)}
{\displaystyle H(f)={\mathfrak {F}}(h(t))=\int _{-\infty }^{+\infty }{h(t)e^{-j2\pi ft}dt}=\sum _{n=0}^{N-1}{\rho _{n}e^{j\phi _{n}}e^{-j2\pi f\tau _{n}}}}
on l'últim terme dret de l'equació anterior s'obté fàcilment recordant que la transformada de Fourier d'un pols de Dirac és una funció exponencial complexa, una funció pròpia de cada sistema lineal.
La característica de transferència del canal obtinguda té un aspecte típic d'una seqüència de cims i valls (també anomenades osques ); es pot demostrar que, de mitjana, la distància (en Hz) entre dues valls consecutives (o dos pics consecutius), és aproximadament inversament proporcional al temps multicamí. Així, l'anomenat ample de banda de coherència es defineix com
{\displaystyle B_{C}\approx {\frac {1}{T_{M}}}}